# Dave Toschi
Dave Toschi est un inspecteur du San Francisco Police Department né le 11 juillet 1931 à San Francisco et mort le 6 janvier 2018 dans la même ville, actif entre 1952 et 1983. Il est connu pour avoir mené l'enquête sur le tueur du Zodiaque à partir du meurtre du chauffeur de taxi Paul Stine (en) le 11 octobre 1969 à Presidio Heights.

## Dans les médias
Steve McQueen a basé son interprétation du personnage de Bullitt sur Toschi.
Les scénaristes Harry Julian Fink et Rita M. Fink ont également basé le personnage de Dave Toschi sur celui de Harry Callahan, interprété dans la série de films L'Inspecteur Harry par Clint Eastwood. Dans le premier film de la série, L'Inspecteur Harry, le personnage de l'antagoniste, Scorpion, est basé sur le tueur du Zodiaque.
L'acteur Mark Ruffalo a interprété Toschi dans le film de David Fincher Zodiac. Dave Toschi était d'ailleurs conseiller auprès des producteurs du film.